# Metacentro
Il metacentro è un punto definito nello studio del comportamento dei corpi galleggianti. Geometricamente rappresenta il punto per il quale ruota la retta d'azione della spinta idrostatica per tutte le piccole inclinazioni.
Per definizione, il metacentro (Mφ) è il centro di curvatura della proiezione sul piano verticale passante per il centro di massa (G) e perpendicolare all'asse d'inclinazione baricentrico della traiettoria seguita dal centro di carena (B) nel corso di un'inclinazione isocarenica infinitesima.

## Proprietà generali del metacentro

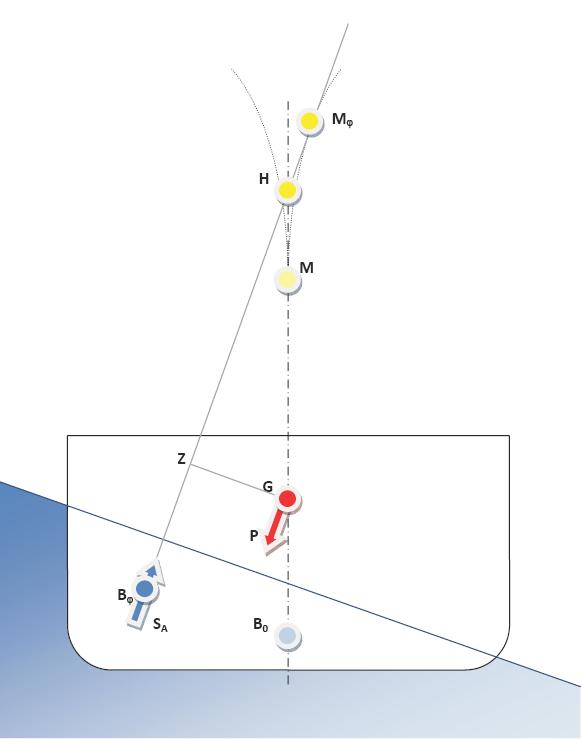
Metacentro, metacentro iniziale, prometacentro ed evoluta metacentrica su un galleggiante di forme navali.

### Grandezze correlate al metacentro

#### Metacentro iniziale
Per inclinazioni infinitesime attorno alla condizione di equilibrio stabile il metacentro rappresenta il punto di intersezione tra la proiezione della direttrice della spinta e la verticale passante per il centro di carena iniziale e il centro di massa e viene generalmente indicato come metacentro iniziale (M).

#### Prometacentro
Per tutte le inclinazioni finite, in generale il metacentro non appartiene più alla verticale iniziale e dunque il punto di intersezione tra questa e la direttrice della spinta prende il nome di prometacentro (H).

#### Evoluta metacentrica
Il luogo dei punti descritti dal metacentro nel corso di un'inclinazione finita prende il nome di evoluta metacentrica. L'evoluta metacentrica risulta in generale avere rami simmetrici rispetto a eventuali assi di simmetria del corpo galleggiante, con un punto singolare in corrispondenza del metacentro iniziale.

#### Raggio metacentrico
La distanza tra il metacentro e il centro di carena si definisce raggio metacentrico (BφMφ) e rappresenta il raggio di curvatura della proiezione della traiettoria del centro di carena. Il raggio metacentrico è fornito dal rapporto tra il momento d'inerzia della figura di galleggiamento rispetto all'asse d'inclinazione e il volume di carena:
{\displaystyle BM_{\phi }={\frac {I_{\phi }}{\mathcal {\displaystyle \mathbf {\nabla } }}}\ }
In base a tale definizione, il raggio metacentrico ha minimo e massimo in corrispondenza degli assi principali di inerzia della figura di galleggiamento.

#### Altezza metacentrica
La distanza tra il metacentro iniziale e il centro di gravità si definisce altezza metacentrica (GM). Esso si ricava a partire dal raggio metacentrico iniziale, considerando le differenti quote del centro di carena e del centro di gravità:
{\displaystyle GM=Z_{B}+BM-Z_{G}}

#### Metacentro di zona
Quando il metacentro non fa riferimento all'intera carena e al suo centro, ma a una zona racchiusa tra due piani di galleggiamento paralleli e al relativo centro di zona, esso prende il nome di metacentro di zona (M∇z).

### Correlazione tra metacentro e stabilità iniziale
L'altezza metacentrica rappresenta il parametro fondamentale per la definizione della stabilità iniziale del galleggiante. Se si considera infatti uno sbandamento infinitesimo a partire dalla condizione di equilibrio e quindi una rotazione infinitesima del centro di carena attorno al metacentro iniziale, il braccio (anch'esso infinitesimo) tra la forza peso e la spinta archimedea risulta essere pari a:
{\displaystyle GZ=GM\sin d\phi }
La positività dell'altezza metacentrica è dunque una condizione necessaria affinché il momento generato dalla coppia di forze risulti anch'esso positivo e dunque raddrizzante, opponendosi alla forza che genera lo sbandamento del galleggiante.
| Parametri di stabilità iniziale per un galleggiante | Parametri di stabilità iniziale per un galleggiante |
| --------------------------------------------------- | --------------------------------------------------- |
| GM > 0                                              | equilibrio stabile                                  |
| GM = 0                                              | equilibrio indifferente                             |
| GM < 0                                              | equilibrio instabile                                |